# Notre-Dame-de-Riez
Pour les articles homonymes, voir Notre-Dame et Riez (homonymie).
Notre-Dame-de-Riez est une commune du Centre-Ouest de la France, située dans le département de la Vendée (85)  en région Pays de la Loire.

## Géographie
Le territoire municipal de Notre-Dame-de-Riez s'étend sur 1 474 hectares. L'altitude moyenne de la commune est de 5 mètres, avec des niveaux fluctuant entre 0 et 19 mètres,.
|                       | Soullans           |             |
| Saint-Hilaire-de-Riez | Notre-Dame-de-Riez | Commequiers |
|                       | Le Fenouiller      |             |

### Climat
Pour des articles plus généraux, voir Climat des Pays de la Loire et Climat de la Vendée.
En 2010, le climat de la commune est de type climat méditerranéen altéré, selon une étude du CNRS s'appuyant sur une série de données couvrant la période 1971-2000. En 2020, Météo-France publie une typologie des climats de la France métropolitaine dans laquelle la commune est exposée à un climat océanique et est dans la région climatique  Bretagne orientale et méridionale, Pays nantais, Vendée, caractérisée par une faible pluviométrie en été et une bonne insolation. 
Pour la période 1971-2000, la température annuelle moyenne est de 12,6 °C, avec une amplitude thermique annuelle de 13,1 °C. Le cumul annuel moyen de précipitations est de 768 mm, avec 12,3 jours de précipitations en janvier et 6 jours en juillet. Pour la période 1991-2020, la température moyenne annuelle observée sur la station météorologique de Météo-France la plus proche, sur la commune du Perrier à 11 km à vol d'oiseau, est de 12,8 °C et le cumul annuel moyen de précipitations est de 762,1 mm,. Pour l'avenir, les paramètres climatiques de la commune estimés pour 2050 selon différents scénarios d'émission de gaz à effet de serre sont consultables sur un site dédié publié par Météo-France en novembre 2022.

## Urbanisme

### Typologie
Au 1er janvier 2024, Notre-Dame-de-Riez est catégorisée bourg rural, selon la nouvelle grille communale de densité à sept niveaux définie par l'Insee en 2022.
Elle appartient à l'unité urbaine de Saint-Hilaire-de-Riez, une agglomération intra-départementale regroupant sept  communes, dont elle est une commune de la banlieue,,. Par ailleurs la commune fait partie de l'aire d'attraction de Saint-Hilaire-de-Riez, dont elle est une commune de la couronne,. Cette aire, qui regroupe 13 communes, est catégorisée dans les aires de moins de 50 000 habitants,.

### Occupation des sols
L'occupation des sols de la commune, telle qu'elle ressort de la base de données européenne d’occupation biophysique des sols Corine Land Cover (CLC), est marquée par l'importance des territoires agricoles (88,3 % en 2018), en diminution par rapport à 1990 (91,4 %). La répartition détaillée en 2018 est la suivante : 
prairies (46,3 %), zones agricoles hétérogènes (35,5 %), zones urbanisées (8,8 %), terres arables (6,5 %), forêts (3 %). L'évolution de l’occupation des sols de la commune et de ses infrastructures peut être observée sur les différentes représentations cartographiques du territoire : la carte de Cassini (XVIIIe siècle), la carte d'état-major (1820-1866) et les cartes ou photos aériennes de l'IGN pour la période actuelle (1950 à aujourd'hui).

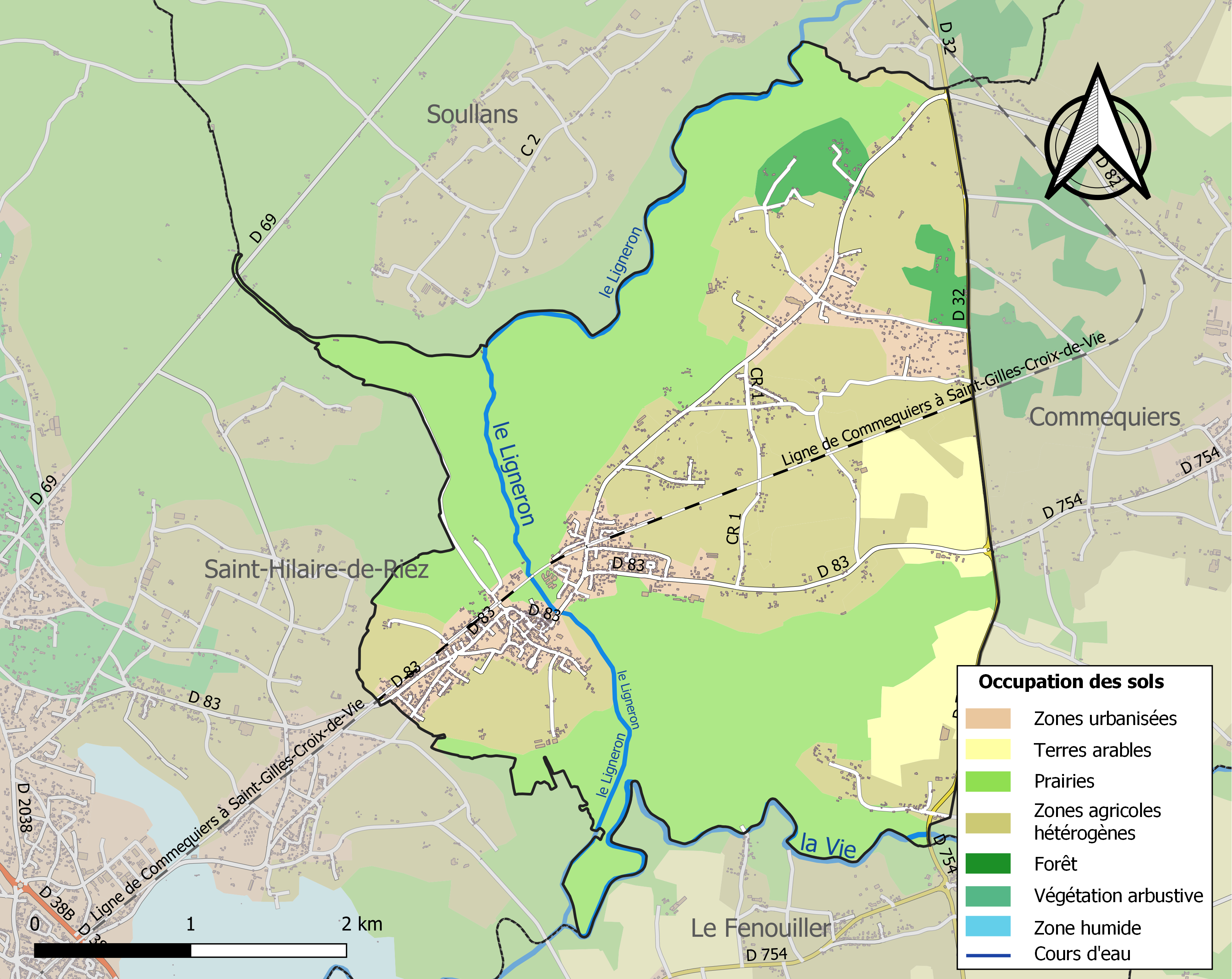
Carte des infrastructures et de l'occupation des sols de la commune en 2018 (CLC).

## Histoire
Notre-Dame-de-Riez est une commune peuplée dès le néolithique ainsi que l'attestent plusieurs menhirs dont celui de la Tonnelle (fouilles du Dr Baudouin).
Dès 1087, mention est faite d'un château fort à l'emplacement actuel du bourg. Il fut entièrement détruit entre le XIVe et le XVIe siècle.
Sous le régime féodal, elle devint baronnie dépendant de Talmont. Les barons dont le château se trouvait à Saint-Hilaire étaient, dans l'île, suzerains de seigneurs de moindre importance.
Lors des rébellions huguenotes Louis XIII y remporte une victoire importante sur les troupes protestantes de Benjamin de Rohan seigneur de Soubise le 16 avril 1622. Voir sur : Plan de Lisle de Perié et de Rié avec la Représentation de l'armée du Roy,
La Révolution mettra fin à la baronnie de Riez.

## Politique et administration

### Liste des maires

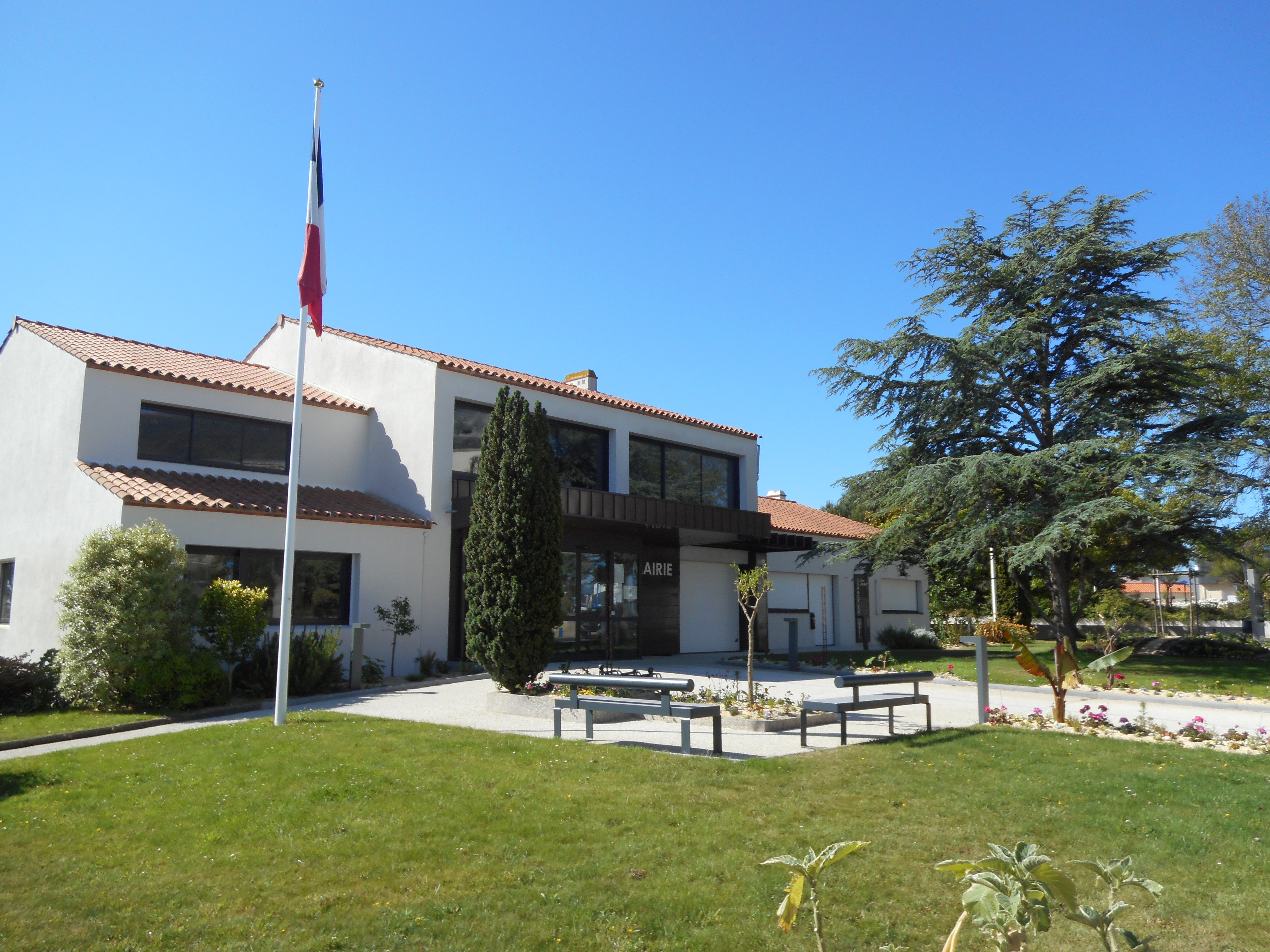
La mairie.

| Période                                  | Période   | Identité                          | Étiquette | Qualité |
| ---------------------------------------- | --------- | --------------------------------- | --------- | --- |
| octobre 1947                             | mars 1989 | Constant Guyon                    |           | Retraité, maire honoraire                                                                                        |
| mars 1989                                | mars 2001 | André Buchou                      | DVD       | Chef du personnel                                                                                                |
| mars 2001                                | mars 2014 | Jean Buchou, (frère du précédent) | UMP       | Ingénieur aéronautique retraité                                                                                  |
| mars 2014                                | en cours  | Hervé Bessonnet                   | DVD       | Aviculteur Vice-président de la CC du Pays-de-Saint-Gilles-Croix-de-Vie (2014 → ) Réélu pour le mandat 2020-2026 |
| Les données manquantes sont à compléter. |           |                                   |           | |

### Instances administratives
Administrativement, Notre-Dame-de-Riez dépend de l'arrondissement des Sables-d’Olonne et du canton de Saint-Jean-de-Monts.
Au début de la Révolution, la commune appartient au canton de Saint-Gilles, dans le district de Challans. De 1801 à 2015, la commune se situe dans l’arrondissement des Sables-d’Olonne et dans le canton de Saint-Gilles-sur-Vie (1801-1966), devenu canton de Saint-Gilles-Croix-de-Vie (1966-2015).
Notre-Dame-de-Riez est l'une des neuf communes fondatrices de la communauté de communes Atlancia-des-Vals-de-la-Vie-et-du-Jaunay, structure intercommunale ayant existé entre le 1er janvier 1993 et le 31 décembre 2009. Depuis le 1er janvier 2010, la commune est membre du Pays de Saint-Gilles-Croix-de-Vie Agglomération.

## Population et société

### Démographie

#### Évolution démographique
L'évolution du nombre d'habitants est connue à travers les recensements de la population effectués dans la commune depuis 1793. Pour les communes de moins de 10 000 habitants, une enquête de recensement portant sur toute la population est réalisée tous les cinq ans, les populations de référence des années intermédiaires étant quant à elles estimées par interpolation ou extrapolation. Pour la commune, le premier recensement exhaustif entrant dans le cadre du nouveau dispositif a été réalisé en 2004.

En 2022, la commune comptait 2 179 habitants, en évolution de +5,21 % par rapport à 2016 (Vendée : +5,33 %, France hors Mayotte : +2,11 %).
| 1793 | 1800 | 1806 | 1821 | 1831 | 1836 | 1841 | 1846 | 1851 |
| ---- | ---- | ---- | ---- | ---- | ---- | ---- | ---- | ---- |
| 500  | 488  | 538  | 587  | 514  | 514  | 563  | 609  | 630  |

| 1856 | 1861 | 1866 | 1872 | 1876 | 1881 | 1886 | 1891 | 1896 |
| ---- | ---- | ---- | ---- | ---- | ---- | ---- | ---- | ---- |
| 638  | 599  | 645  | 576  | 606  | 637  | 653  | 697  | 706  |

| 1901 | 1906 | 1911 | 1921 | 1926 | 1931 | 1936 | 1946 | 1954 |
| ---- | ---- | ---- | ---- | ---- | ---- | ---- | ---- | ---- |
| 684  | 724  | 757  | 712  | 700  | 693  | 708  | 651  | 621  |

| 1962 | 1968 | 1975 | 1982 | 1990 | 1999  | 2004  | 2006  | 2009  |
| ---- | ---- | ---- | ---- | ---- | ----- | ----- | ----- | ----- |
| 662  | 650  | 713  | 922  | 957  | 1 211 | 1 675 | 1 746 | 1 925 |

| 2014  | 2019  | 2022  | - | - | - | - | - | - |
| ----- | ----- | ----- | - | - | - | - | - | - |
| 2 012 | 2 156 | 2 179 | - | - | - | - | - | - |

#### Pyramide des âges
En 2018, le taux de personnes d'un âge inférieur à 30 ans s'élève à 30,8 %, soit en dessous de la moyenne départementale (31,6 %). De même, le taux de personnes d'âge supérieur à 60 ans est de 30,0 % la même année, alors qu'il est de 31,0 % au niveau départemental.
En 2018, la commune comptait 1 065 hommes pour 1 063 femmes, soit un taux de 50,05 % d'hommes, légèrement supérieur au taux départemental (48,84 %).
Les pyramides des âges de la commune et du département s'établissent comme suit.
| Hommes | Classe d’âge | Femmes |
| ------ | ------------ | ------ |
| 1,3    | 90 ou +      | 3,9    |
| 8,1    | 75-89 ans    | 10,6   |
| 18,5   | 60-74 ans    | 17,8   |
| 22,8   | 45-59 ans    | 22,0   |
| 16,6   | 30-44 ans    | 16,9   |
| 15,2   | 15-29 ans    | 12,8   |
| 17,6   | 0-14 ans     | 15,9   |

| Hommes | Classe d’âge | Femmes |
| ------ | ------------ | ------ |
| 0,8    | 90 ou +      | 2,2    |
| 8,7    | 75-89 ans    | 11,1   |
| 20,3   | 60-74 ans    | 21,3   |
| 20     | 45-59 ans    | 19,4   |
| 17,5   | 30-44 ans    | 16,8   |
| 15     | 15-29 ans    | 13,2   |
| 17,7   | 0-14 ans     | 16,1   |

## Emblèmes

### Héraldique
| Blason | Blasonnement : Fascé ondé d'argent et d'azur, au lion de gueules armé et couronné d'or (qui est de Luxembourg), au chef de France ancien (d'azur semé de fleurs de lys d'or). |

### Devise
La devise de Notre-Dame-de-Riez : Recessit sed adimplevit (Elle s'est retirée mais comble de bienfaits).
Cette devise a été composée par l'abbé Robin (dans les années 1970). Elle souligne le rôle bienfaisant de la mer, important jadis, aujourd'hui effacé dans l'économie du pays.

## Culture locale et patrimoine

### Lieux et monuments
- Menhir du Pré-Doux, classé au titre des monuments historiques[30].
- Pierre au Trésor de la Triée, menhir classé au titre des monuments historiques[31].
- Église Notre-Dame-de-l'Assomption.